# Уэмбо, Джозеф
Джозеф Уэмбо (англ. Joseph Aloysius Wambaugh, Jr.; 22 января 1937, Питтсбург, Пенсильвания — 28 февраля 2025, Ранчо-Мираж, Калифорния) — американский писатель, известность которому принесли художественные и документальные произведения, рассказывающие о работе американской полиции.

## Биография
Джозеф Уэмбо родился в семье американского полицейского. В возрасте 17 лет он поступил на службу в морской десант (что позже отразил в нескольких своих романах), в 18 лет — женился, а окончив колледж Чеффи (англ. Chaffey College), поступил в 1960 года на службу в лос-анджелесский департамент полиции (LAPD), где прослужил 14 лет и дослужился до звания сержанта уголовного розыска. В свободное от работы время Уэмбо учился в Университете штата Калифорния, где изучал историю искусств.
Первый роман Уэмбо «The New Centurions» (1971) принёс ему признание критики и всемирную известность, чему во многом способствовал одноименный фильм 1972 года.

Давайте навсегда расстанемся с представлением о Джозефе Уэмбо как о бывшем полицейском, который просто пишет книги. Это все равно, что сказать, что Джек Лондон — прежде всего моряк. Мистер Уэмбо — писатель, обладающий силой слова, стилем, чувством юмора и оригинальностью, который предпочел писать о полиции, чтобы выразить свои взгляды на общество в целом.— Эван Хантер, New York Times Book Review
Некоторое время Уэмбо продолжал работать в уголовном розыске; позже он рассказывал, что нередко раздавал автографы людям в наручниках. Оставив службу, Уэмбо полностью посвятил себя литературе, чередуя романы («The Blue Knight» «The Choirboys», «The Black Marble») с документальной прозой («The Onion Field»). Новаторство Уэмбо состояло в том, что он — в пику общепринятому в те годы образу полицейского-героя — создал живые, противоречивые, но в высшей степени правдоподобные портреты людей в голубой униформе.
Особенно много споров вызвал третий роман Уэмбо «The Choirboys», — о десяти полицейских, которые после работы собираются в МакАртур-парке, чтобы так или иначе снять стресс. «Эта ритуальная choir practice только и спасает их от осознания, что граждане, которых они защищают — не намного отличаются от преступников, которых они арестовывают». Роман, насыщенный чёрным юмором, абсурдными и дикими ситуациями, содержит в себе убийственную критику нравов, царящих в высших эшелонах местной полицейской власти. «Очень немногое в первых двух романах Уэмбо могло подготовить нас к жуткому юмору и дикости The Choirboys», — писал критик Джон Леонард о романе. Сам Уэмбо признавал, что написал это произведение под влиянием «Уловки — 22» Джозефа Хеллера. «Хеллер помог мне обрести собственный голос», — говорил он.
Позже Уэмбо в своих произведениях зло высмеивал не только высшие чины лос-анджелесской полиции, но и городские власти, калифорнийскую «звездную» элиту («The Black Marble», 1977), магнатов порно-бизнеса («The Glitter Dome»), политические и финансовые интриги, связанные с присуждением Нобелевских премий («The Delta Star»).
В 1992 году Уэмбо оказался в центре скандала, связанного с проводимым им расследованием для книги Echoes in the Darkness, об убийстве Сюзан Рейнерт, учительницы в Аппер Мерион, неподалёку от Филадельфии в Пенсильвании.
Появились сообщения о том, что писатель заплатил прокурору и судьям чтобы информация была передана ему ещё до ареста обвинявшегося в убийстве Джея К. Смита. Приговор Смиу был отменён верховным судом штата Пенсильвания на том основании, что следствие скрыло улики, которые противоречили аргументам обвинения. Смит позже выставил встречный иск, но проиграл его, поскольку выяснилось, что свидетельства в пользу его вины были более чем убедительными.
Одна из самых известных документальных книг писателя, «The Blooding», рассказывает историю раннего использования анализа ДНК в криминалистике — что помогло расследовать два случая убийства в Лестере, Англия, в результате чего был арестован и осужден Колин Питчфорк.

### Телевидение и кино
По произведениям Уэмбо снято 11 художественных и телевизионных фильмов. В трёх из них он снялся сам.
Роман Уэмбо «The Blue Knight», о последних днях перед отставкой ветерана-копа Бампера Моргана, был экранизирован на телевидении дважды: сначала в 1973 году был снят сериал с Уильямом Холденом в главной роли (он получил награду «Emmy»), позже — сериал с Джорджем Кеннеди в главной роли.
Уэмбо принимал активное участие в создании и разработке документального телесериала NBC «Police Story», который шёл с 1973 по 1977 год. Антология, демонстрировавшая различные аспекты работы полицейского, базировалась на неформальных интервью с реальными людьми, офицерами и служащими полиции. Необычным в этом сериале было и присутствие тем, которые обычно избегаются в такого рода документалистике (алкоголизм, адюльтер, жестокость, перверсии). В 1988—1989 годах сериал был показан на канале ABC.
Уэмбо участвовал в экранизациях романов «The Onion Field» (1979) и «The Black Marble» (1980), которые снял режиссёр Харольд Бэйкер. Интересно, что в этих двух фильмах, равно как и в The Choirboys (появившемся ранее, но критикой встреченном отрицательно) снимался тогда ещё неизвестный актёр Джеймс Вудс.
Джозеф Уэмбо скончался 28 февраля 2025 года от рака пищевода в своём доме в Ранчо-Мираж, штат Калифорния, в возрасте 88 лет.

### Премии и награды
В 1981 году Джозеф Уэмбо получил первую награду Edgar Award (за сценарий к фильму «Чёрный мрамор» 1980 года), в 2003 — вторую, за «Fire Lover: A True Story» (как за лучшую документальную книгу о криминалистике). Одним из больших поклонников творчества Уэмбо является Джеймс Эллрой.

## Основные произведения
- The New Centurions (1971, роман)
- The Blue Knight (1972, роман)
- The Onion Field (1973, документальная проза)
- The Choirboys (1975, роман)
- The Black Marble (1978, роман)
- The Glitter Dome (1981, роман)
- The Delta Star (1983, роман)
- Lines and Shadows (1984, документальная проза)
- The Secrets of Harry Bright (1985, роман)
- Echoes in the Darkness (1987, документальная проза)
- The Blooding: The True Story of the Narborough Village Murders (1989, документальная проза)
- The Golden Orange (1990, роман)
- Fugitive Nights (1992, роман)
- Finnegan’s Week (1994, роман)
- Floaters (1996, роман)
- Fire Lover: A True Story (2002, документальная проза)
- Hollywood Station (2006, роман)
- Hollywood Crows (2008, роман)
- Hollywood Moon (2009, роман)
- Hollywood Hills (2010, роман)
- Harbor Nocturne (2012, роман)